# Самсоновы
Самсоновы — русский дворянский род, из Новгородских бояр.
Определением Владимирского дворянского депутатского собрания род внесён в родословную книгу в VI часть (древнего дворянства).
К другому дворянскому роду, обосновавшемуся в Новороссии, принадлежал Александр Васильевич Самсонов (1859—1914) — наказной атаман Донского войска, генерал-губернатор Туркестана.

## Происхождение и история рода

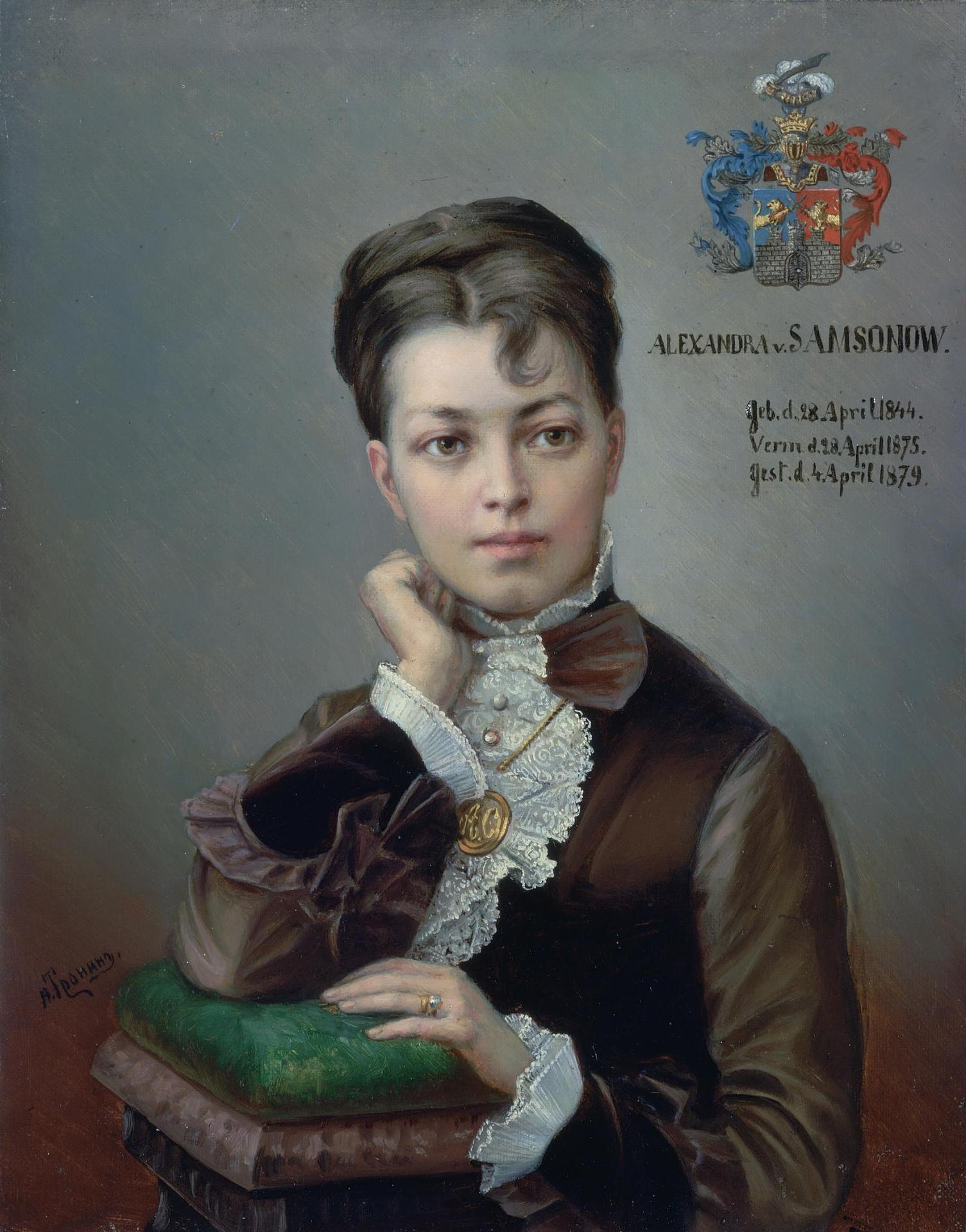
Баронесса Александра Александровна Корф, урождённая Самсонова

Посадники, новгородские бояре Самсоновы известны в начале XV века.
В качестве родоначальника фамилии по всей вероятности следует считать Александра (Олександра) Самсонова. Олександр Самсонов был жителем Козмодемьянской улицы Неревского конца Великого Новгорода, наследником не только земель в Никольском Будковском погосте, но и городских владений того комплекса, где найдена берестяная грамота Ксенофонта. Александр Самсонович как новгородский посадник упомянут летописями под 1472 г., когда он сопровождал в Москву избранного в архиепископы Феофила, под 1475 г., когда он участвовал во встрече Ивана III во время «мирного похода», и под 1476 г., когда он давал пир в честь великого князя.
О земельных владениях Олександра Самсонова известно следующее: (Расположение дворов бояр, житиих и своеземцев Софийской стороны на основании «Оброчной книги пригородных пожень ведомства новгородского конюшего Василия Шадрина лета 7048 года»):
- дом на Козмодемьянской улице, там же сад;
- В Водской пятине в пог. Сабельском (много), в пог. Никольском Передольском, Никольском Будковском (много, в том числе и совм. с Зыбиными и Кошолковыми, с Заецовыми, с Клепельцыными, Фофановыми, Базиными, Язжынскими, Кошелковыми, Вас. Есиповым и др.), Каргальском (волость), Егорьевском Ратчинском, Введенском Дударовском и Никольском Ижерском (с Селезневыми, Люткиными,Овиновыми, Бровцыными);
- в Шелонской пятине в пог. Передольском (с Секириными), в Ясенском (с Берденевым и др.);
- в Обонежской пятине значительные владения, в Двинских землях: в Холмогорах, вол. Борок, Емецком наволоке, Чухломе и т. д.[3].

В источниках упомянуто, что Олександр Самсонов владел 400 обжами земли. («обжа»- старинная мера земли, принятая в Великом Новгороде для целей налогообложения, равная пространству, которое может вспахать за 1 день 1 лошадь, и вероятно, равная 0.5 гектара)
По данным полученным в результате анализа берестяных грамот из Неревского раскопа Великого Новгорода Олександр Самсонов был связан родственными узами с боярским кланом Мишиничей-Онцифировичей, который считался сторонником Московских князей, и в ходе многочисленных междоусобиц противостоял в частности клану Борецких, принадлежавшему к польско — литовской партии. Существует версия, что происхождение самого клана Мишиничей -Онцифировичей в Великом Новгороде относится к Михаилу Прушанину, который прибыл в Великий Новгород со своей дружиной в начале XIII столетия и потом служил Великому князю Александру Невскому. По одним преданиям Михаил Прушанин участвовал в знаменитой Невской битве (1240), по другим участником битвы был его сын.

Около полудня потомки викингов были внезапно атакованы с трёх направлений. По центру ударила новгородская пехота во главе с Михаилом, слева новгородская конница под началом Гаврилы Олексича, с правого фланга — дружина Александра Ярославича.— 
Сведения о потомках Михаила, героя Невской битвы, содержатся в родословных книгах XVI в. и в синодике новгородской Вознесенской церкви. В этих родословцах, куда внесены ссылки на подвиги Михаила Прушанина на Неве, указывается место его погребения в Новгороде «у Михаила Святаго на Прусской улице» (Родословная книга) или в церкви Вознесения на Прусской улице (Вознесенский синодик). Если правы и родословцы, и А. В. Арциховский, придется предположить, что Мишиничи во второй половине XIII в. переселились с Прусской улицы в Неревский конец.
О данном происхождении боярского клана Мишиничей—Онцифировичей свидетельствует как само название фамилии, так и то, что по историческим данным они происходили с Прусской улицы Великого Новгорода, откуда уже впоследствии переселились на Козьмодемьянскую улицу Неревского конца Великого Новгорода.
13 января 1478 г. все новгородцы объявили о том, что они стали подданными Великого Князя Московского. Великий князь Иван III решил (в целях предотвращения дальнейшей смуты, вражды и кровопролитий между кланами промосковских и пролитовских бояр) переместить из Новгорода бояр, которые пострадали от утраты своей былой самостоятельности и власти. Часть из новгородских бояр были перемещены в Москву, часть расселена в основном по городам рубежей Московского государства (Коломна, Калуга, а также Владимир, Муром, Кострома и т. д.) Это в совокупности способствовало как развитию торговли в Московском государстве (ввиду распространения в Великом Новгороде Ганзейского торгового права и торговых традиций а также деловых связей), так и повысило управляемость государства, ввиду уровня грамотности новгородцев. Поскольку новгородцы, перемещённые Иваном III получали от него помесячную помощь, они были связаны с Великим князем древним законом обязательственного права, и взамен охотно и честно выполняли порученные им задачи и поручения.
После присоединения Новгорода к Московскому княжеству Самсоновы в частности были испомещены в Переславском уезде, где впоследствии владели усадьбой Бектышево.
Опричниками Ивана Грозного числились Иван и Филимон Самсоновы (1573).
Дьяк Семён Самсонов от царя Михаила Феодоровича за службу пожалован селом Бектышево и другими поместьями (1620).
Известен документ, согласно которому Семен (Семейка) Самсонов в качестве дьяка участвовал в розыске и оформлении изъятия похищенных дорогостоящих икон.
Согласно Гербовнику «равным образом, и другие сего рода Российскому Престолу служили дворянские службы в разных чинах и владели деревнями».
Усадьбу в селе Бектышево обустроил Петр Александрович Самсонов (1778—1853), генерал-поручик, переславский уездный предводитель дворянства. От брака с Анной Александровной Исленьевой оставил потомство:
- Александр (1811-82), генерал-лейтенант; женат на Варваре Петровне Озеровой
  - Анна (1842-73), жена А. Д. Микулина
  - Александра (1844-73), жена барона М. Н. Корфа
- Евгений (1812-77), генерал-майор; женат на Надежде Фёдоровне Львовой
  - Пётр (1837—1908), золотопромышленник
  - Елизавета, жена Н. С. Волкова
- Гавриил (1814-96), генерал от инфантерии, мемуарист
- Софья, в браке Свечина
- Мария, в браке Ханыкова

## Описание герба
В щите, имеющем голубое и красное поля, находится серебряная крепость с тремя башнями (польский герб Гржимала), из них на крайних двух поставлены одной лапой два льва из боков щита, до половины выходящие, а другой лапой крестообразно держат две шпаги.
Щит увенчан дворянским шлемом и короной со страусовыми перьями, на которых видна в лапах согбенная рука с поднятой вверх саблей. Намёт на щите голубой и красный, подложенный серебром.

## Известные представители
- Александр (Олександр) Самсонов — землевладелец, боярин в Великом Новгороде (1472,1475,1476 г.).[2][3]
- Иван и Филимон (Филка) Самсоновы — опричники Ивана Грозного (1573)[8].
- Самсонов Семейка (Семен) — воевода в Новгороде-Великом (1611).
- Самсонов Семен — дьяк, воевода в Астрахани (1625—1627).
- Самсонов Архип Семёнович — стольник патриарха Филарета (1629).
- Самсонов Савва — дьяк (1636—1640), воевода в Астрахани (1638—1640).
- Самсонов Лукьян — дьяк (1658).
- Самсонов Никита Клементьевич — московский дворянин (1679).
- Самсонов Дмитрий Самсонович — дьяк (1692).
- Самсоновы: Михаил и Александр Архиповичи — стольники (1686—1692)[10][11].